# Чистополье (Северо-Казахстанская область)
Чистопо́лье (каз. Чистополье) — село в районе им. Габита Мусрепова Северо-Казахстанской области Казахстана, бывший районный центр Чистопольского района Кокшетауской области. Административный центр Чистопольского сельского округа. Код КАТО — 596665100.
Расположено на правом берегу реки Акканбурлык.

## История
Первое упоминание датируется 1899 годом. Первыми жителями были переселенцы из Оренбургской губернии. Село начиналось строиться с постройки деревянного храма. Само село располагалось выше по течению реки. В 1901 году деревянный храм сгорел, и на его месте был построен каменный храм Казанской иконы Божией Матери. О первом настоятеле храма сведений не сохранилось, но именно в его записях и фигурирует первое упоминание о начале постройки села. Оттуда видно, что между храмом и самим селом находился пустырь. Первая улица имела 30 домов и протянулась вдоль реки на 850 метров. Вторая шла от реки в сторону храма, не доходя до него примерно 100 метров.
Вокруг села была бесконечная степь, «чистое поле», отсюда, видимо, и название. Чуть выше по течению находился казахский аул Тайсар. Аул был полностью уничтожен в 1919 году Колчаком. Также, проходя здесь, он начал грабить молодое село, в том числе и его храм. Но к тому времени местное население уже успело спрятать все ценности, находящиеся в храме. За храмом примерно в удалении 100—150 метров находилось православное кладбище. Ныне на этом месте стоит обелиск солдату-победителю.
Село начало развиваться в 30—40 годах XX века. Связано это было с волной переселения народа в степи Казахстана. К началу 1950-х годов это был уже довольно большой населённый пункт с населением почти 10 000 человек. Основным занятием населения было полеводство, также разводили скот. В 1954 году близ села нашли залежи урана, но сразу их разрабатывать не стали. И лишь в 1960-х годах начали строить шахту для добычи урана. Просуществовала она недолго, в 1990-х годах её законсервировали и затем разрушили. Помимо шахты в это же время начали рушить её множество предприятий, что привело к безработице и оттоку населения. В результате на начало 2000 года в селе осталось чуть больше 3000 человек.
С 1955 по 1997 год село являлось административным центром Чистопольского района Кокчетавской области. С ноября 1955 по декабрь 1958 года руководителем района был первый секретарь Чистопольского райкома партии Герой Социалистического Труда Михаил Матвеевич Кущ, который занимался развитием социальной инфраструктуры села. Благодаря его деятельности в селе было построено около 100 индивидуальных жилых домов и других социальных объектов.

## Население
В 1999 году население села составляло 3333 человека (1615 мужчин и 1718 женщин). По данным переписи 2009 года, в селе проживало 2460 человек (1181 мужчина и 1279 женщин).